# Siebe Jan Bouma

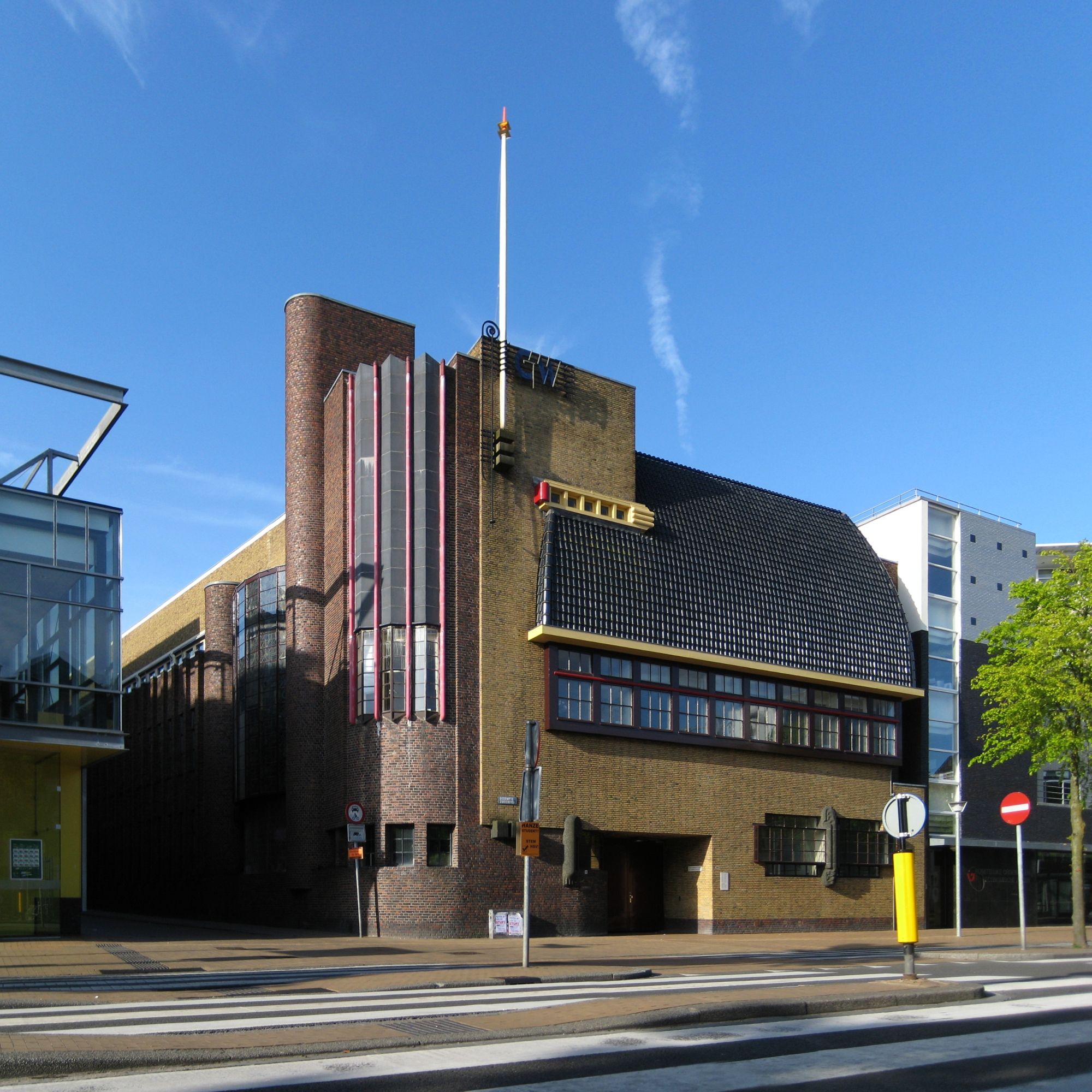
Het gebouw (1928) dat Bouma ontwierp als kantoor van Gemeentewerken aan het Gedempte Zuiderdiep in Groningen (2010)

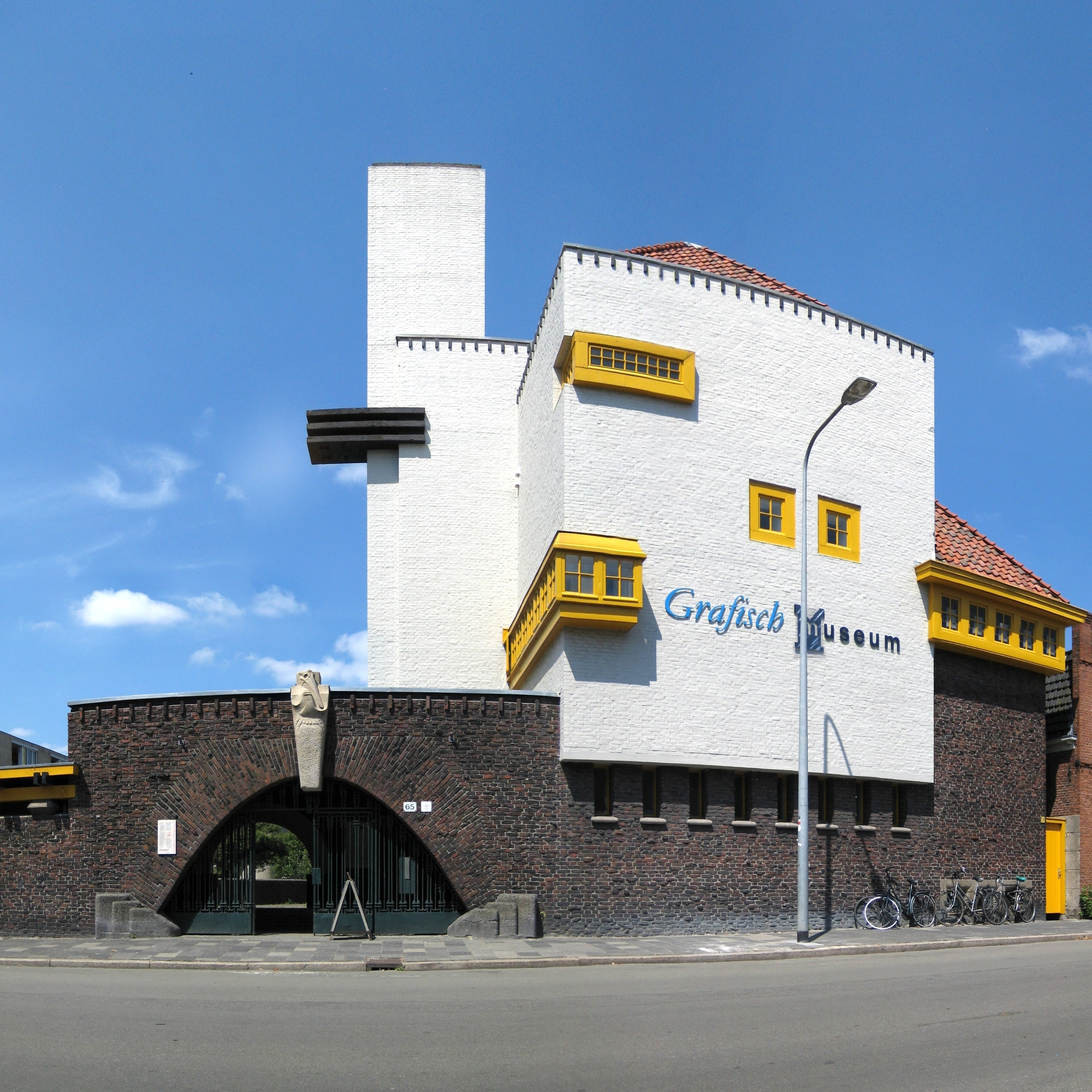
Pand aan de Rabenhauptstraat 65 in Groningen dat in 1928/1929 als lagere school werd gebouwd (foto uit 2009, toen het Grafisch Museum erin gevestigd was)

Siebe Jan (Siep) Bouma (Groningen, 23 maart 1899 - Den Haag, 10 december 1959) was een Nederlandse architect en stedenbouwkundige.

## Leven en werk
Na eerst gewerkt te hebben als timmerman (1919) en bouwkundig tekenaar (1920) voor de gemeente Groningen, werd hij in diezelfde stad stadsarchitect. Hij ontwierp er vele gebouwen en gebouwtjes (van transformatorstations tot scholen, van lantaarnpalen tot een politiebureau) en straatmeubilair. Er is in zijn werk een duidelijke voorkeur merkbaar in de richting van de Amsterdamse School en kubisme. Een aantal van zijn ontwerpen zijn versierd met werken van de Groninger beeldhouwer Willem Valk (1898-1977).
Bouma vertrok in 1942 uit Groningen en werd toen directeur van het Nederlands Openluchtmuseum in Arnhem. In 1948 werd hij aangesteld als eerste directeur van het Zuiderzeemuseum in Enkhuizen. In 1951 maakte hij het stedenbouwkundig/architectonisch ontwerp van Madurodam.
Bouma was ook een verwoed fotograaf, vooral van architectonisch interessante gebouwen op het platteland. Zijn collectie is beschikbaar bij de Rijksdienst voor het Cultureel Erfgoed.
Bouma was de vader van tv-presentator Bob Bouma, actrice Maya Bouma en cabaretière Annelies Bouma.

## Afbeeldingen

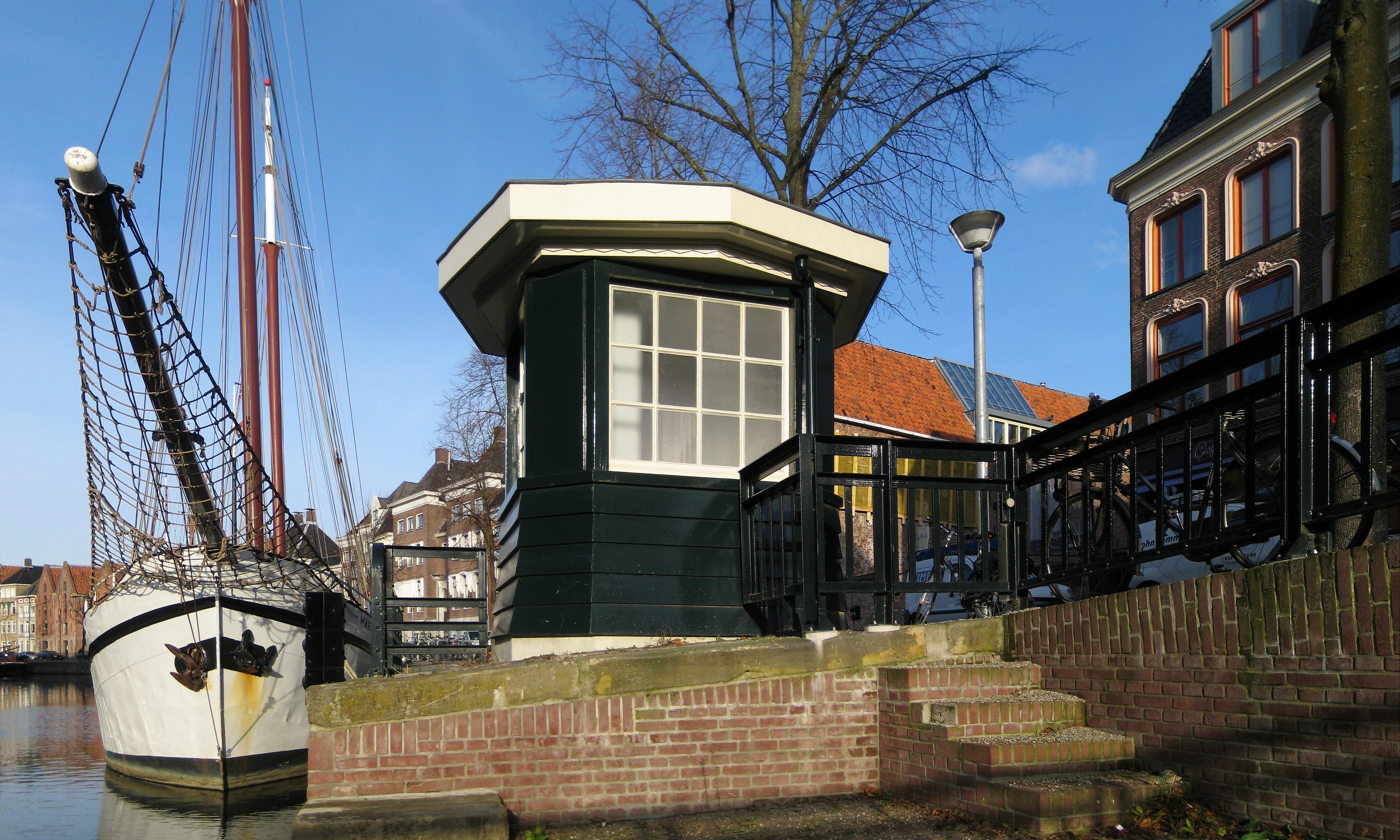
Brugwachtershuisje bij de Abrug (ca. 1925) in Groningen (2011)
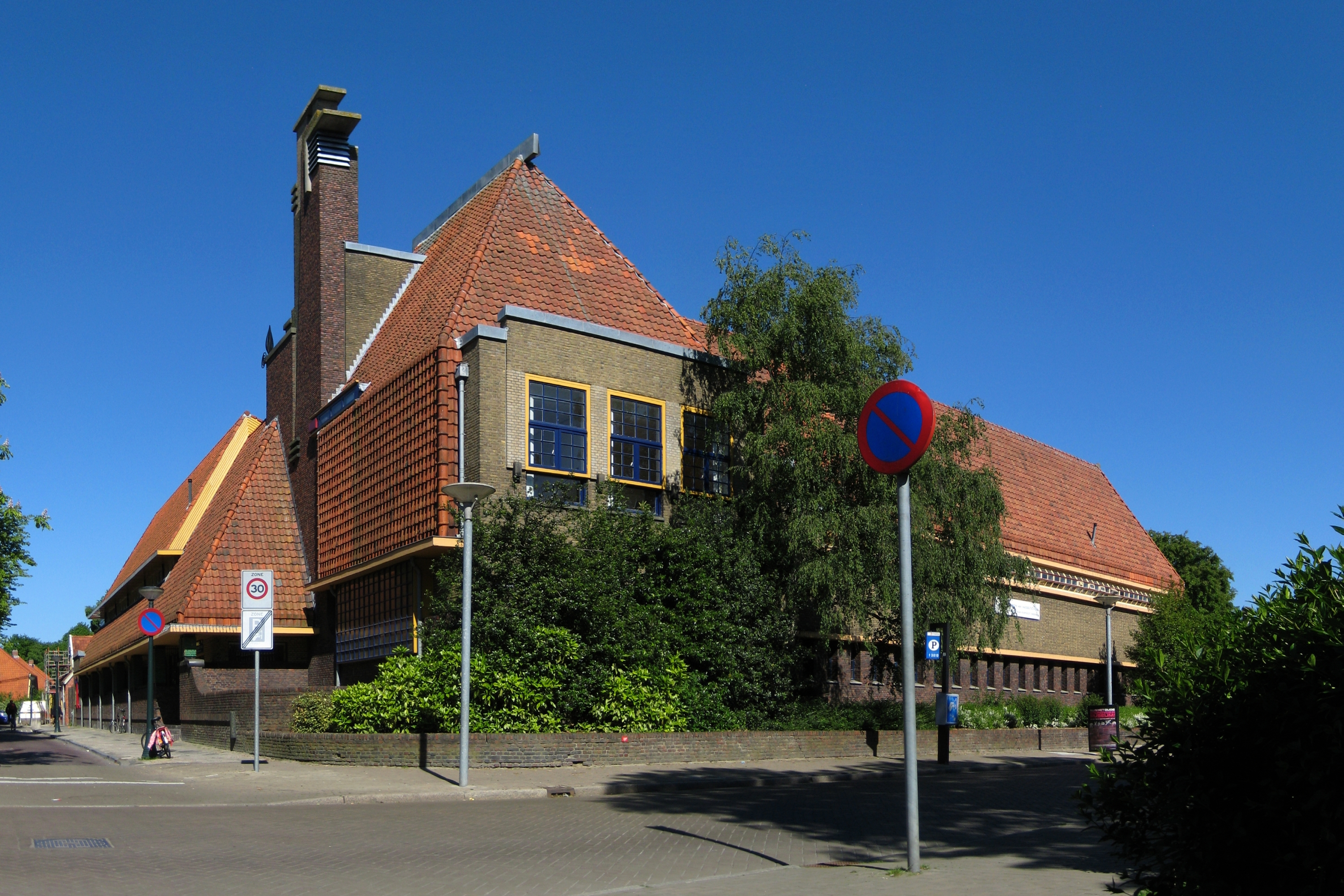
Van Hasseltschool (1926-'28) in Groningen (2010)
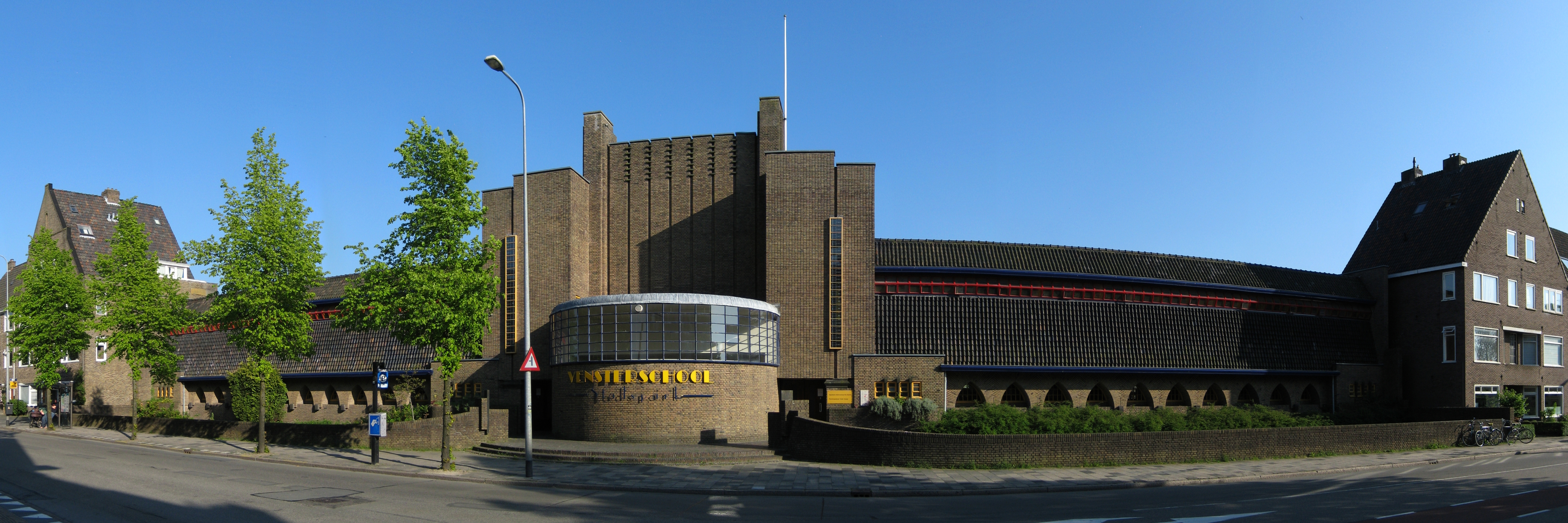
Vensterschool Stadspark (1927) in Groningen (2010)
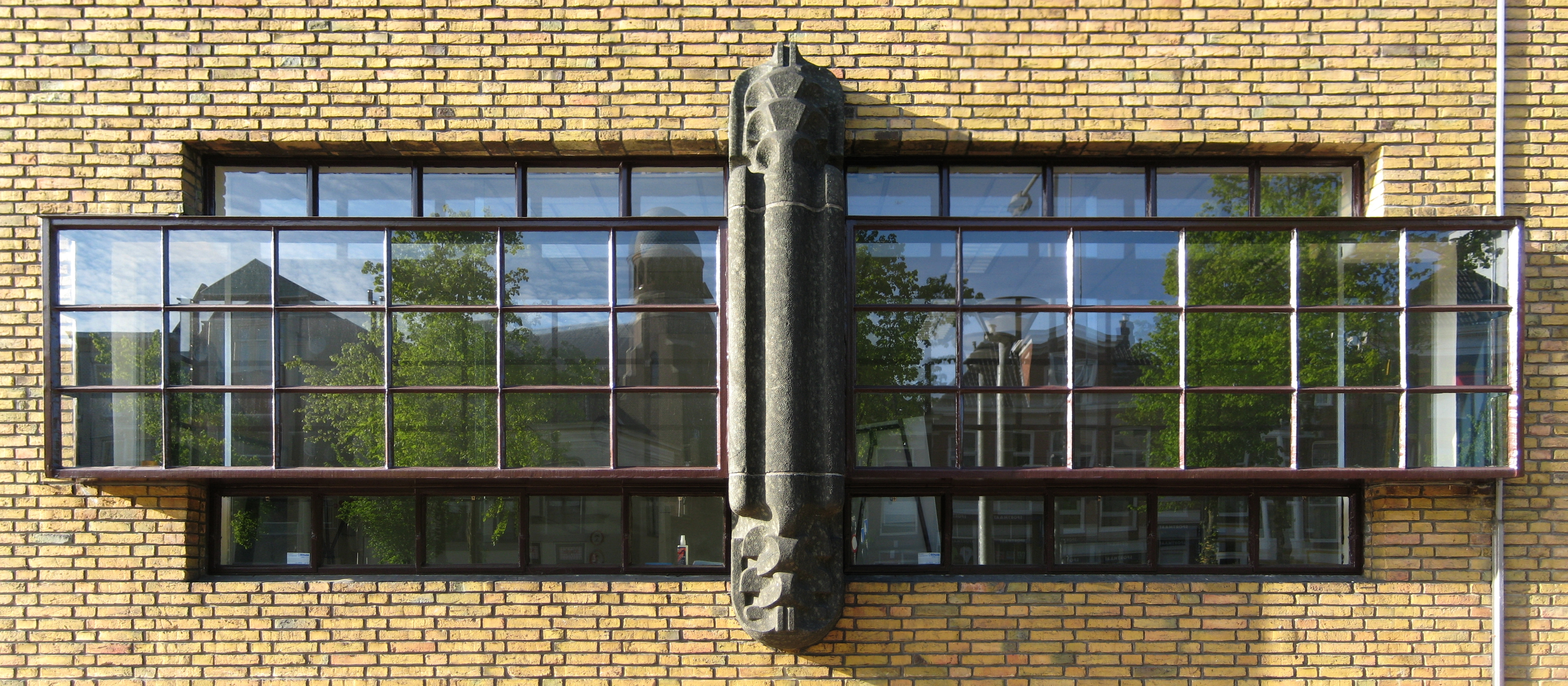
Kantoor Gemeentewerken (1928) (detail) in Groningen (2010)
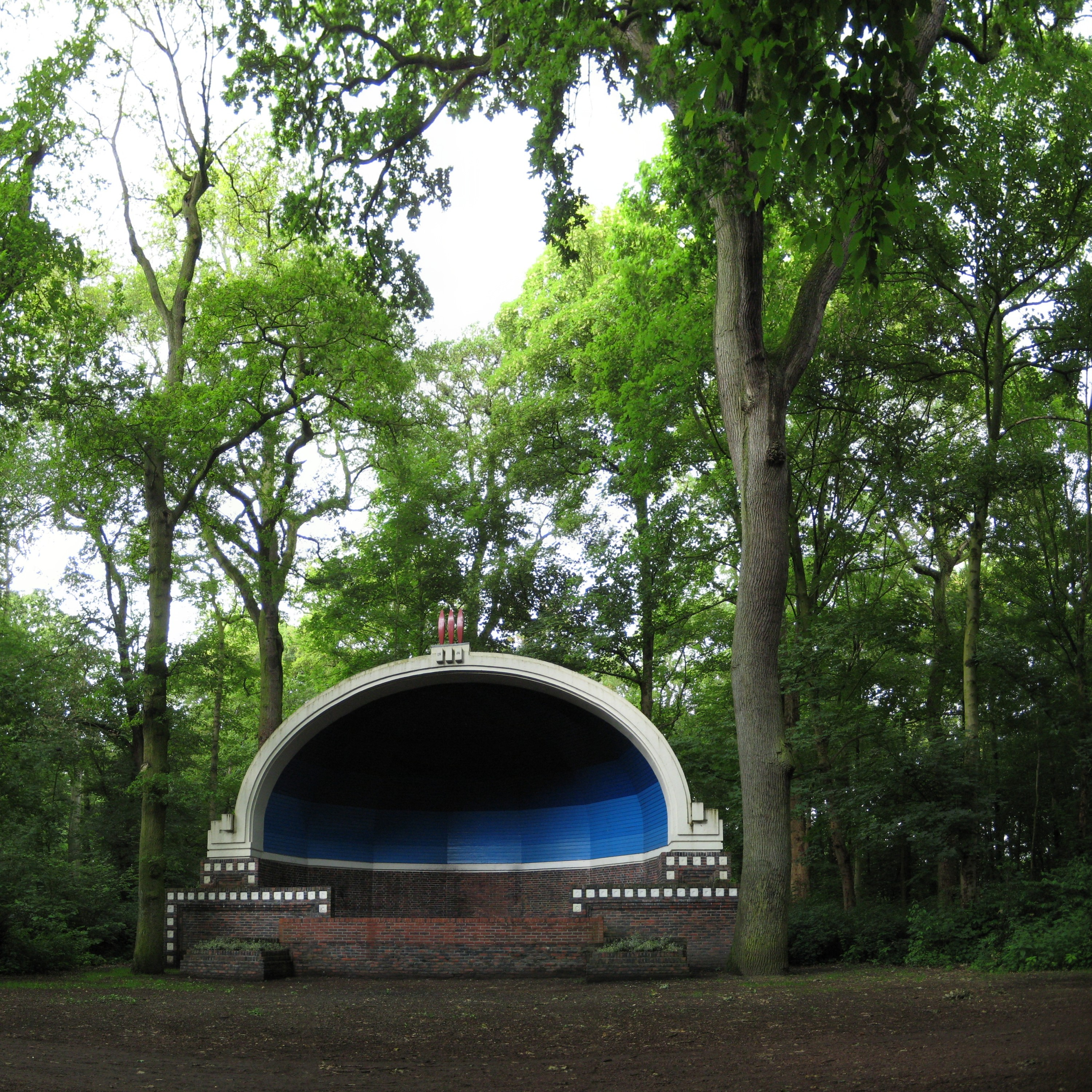
Muziekkoepel (1928) in het Groninger Sterrenbos (2009)
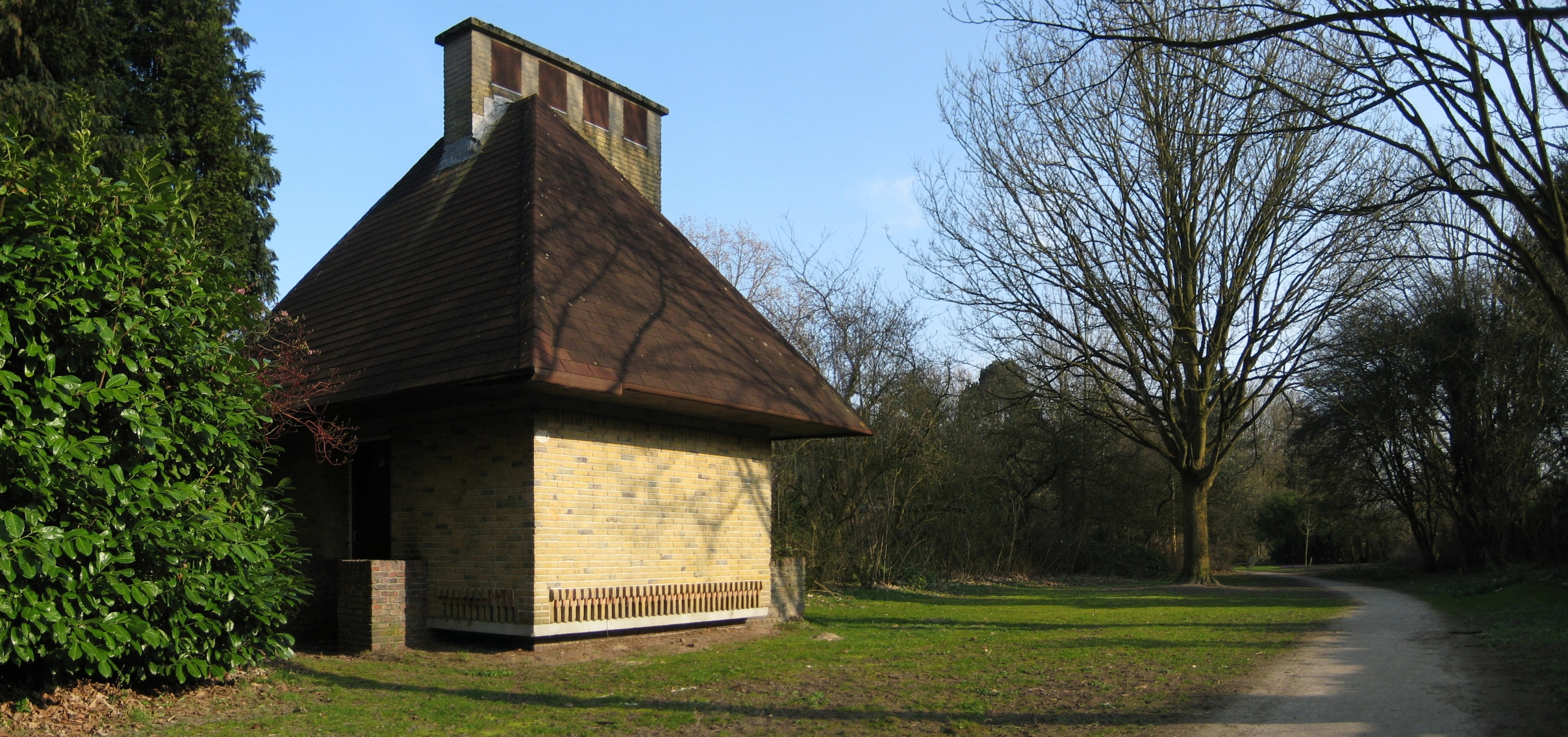
Transformatorhuisje (1931) in Groningen (2009)
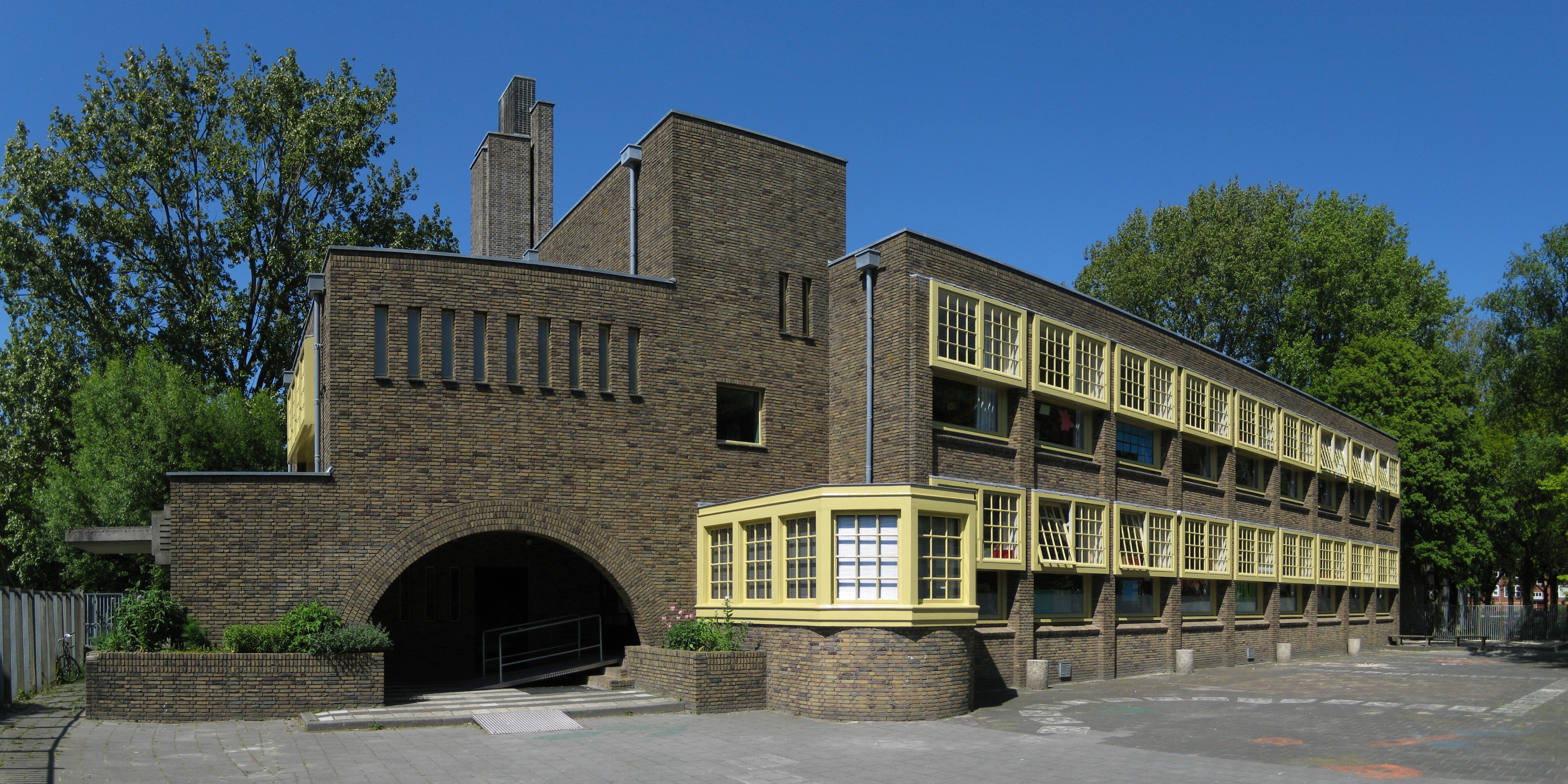
De Siebe Jan Boumaschool (tot 2001: Van Houtenschool (OBS Oosterpark)) (1931-'32) in Groningen (2010)
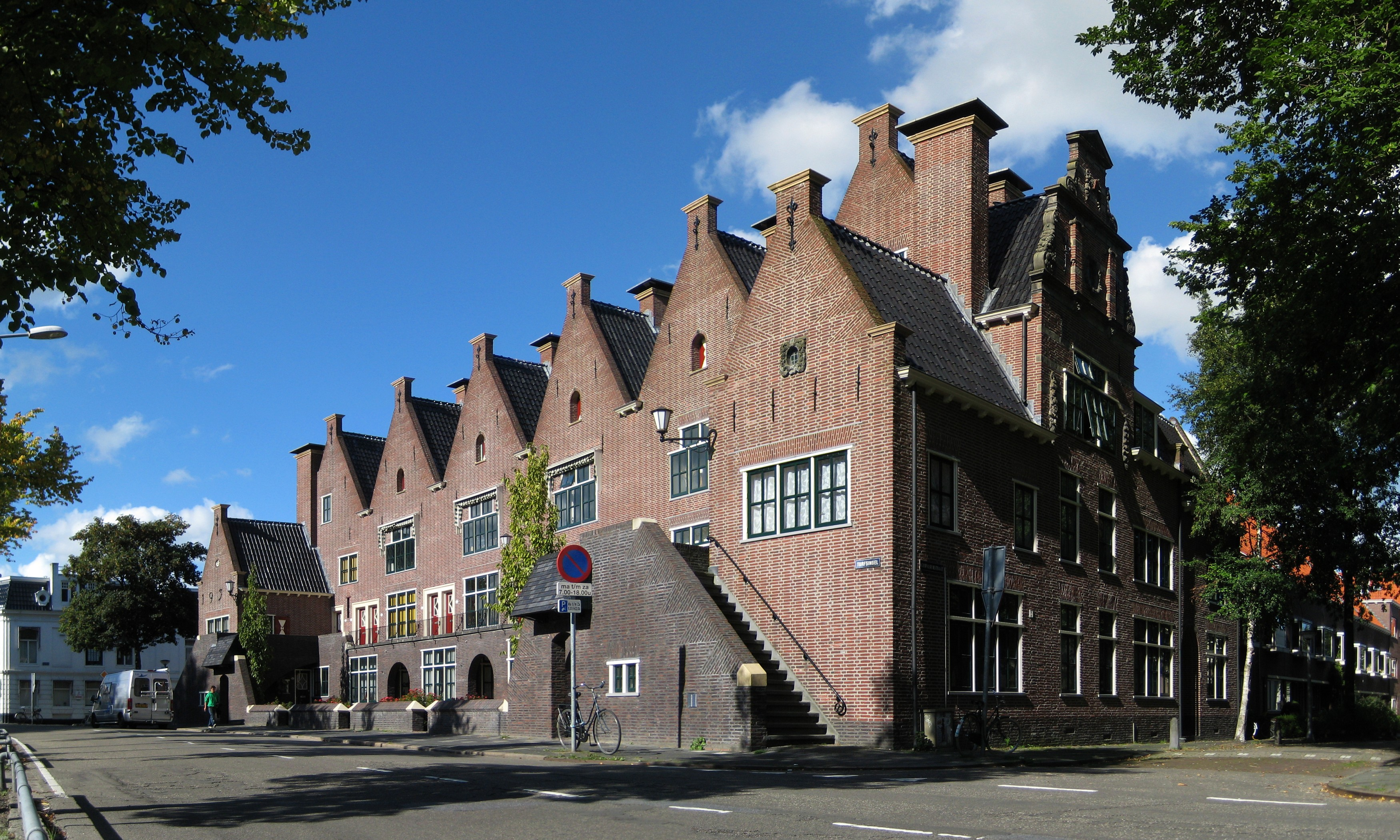
Woningbouwcomplex in de stijl van de Delftse School (1937) in Groningen (2010)
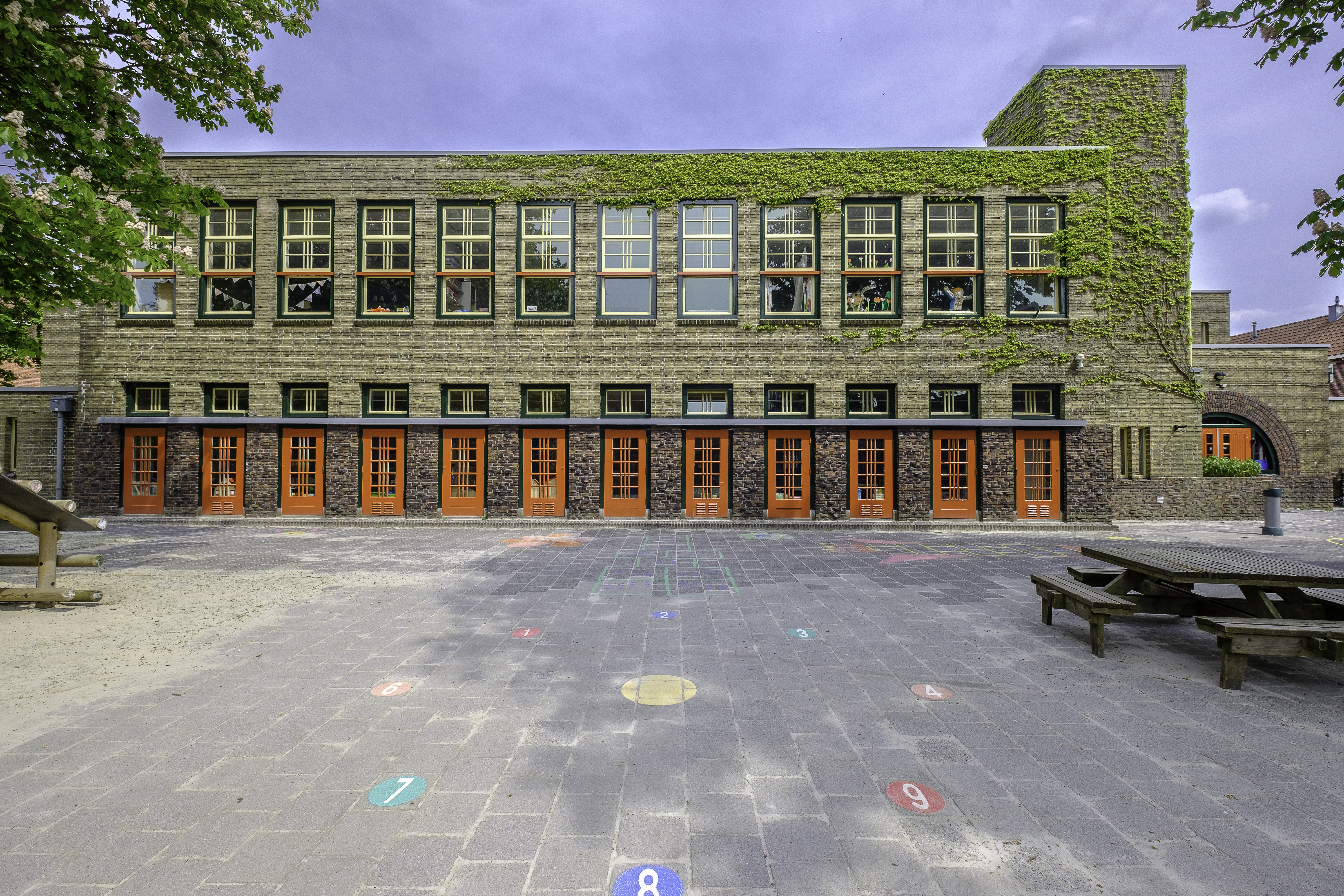
Nassauschool aan de Graaf Adolfstraat (1931)
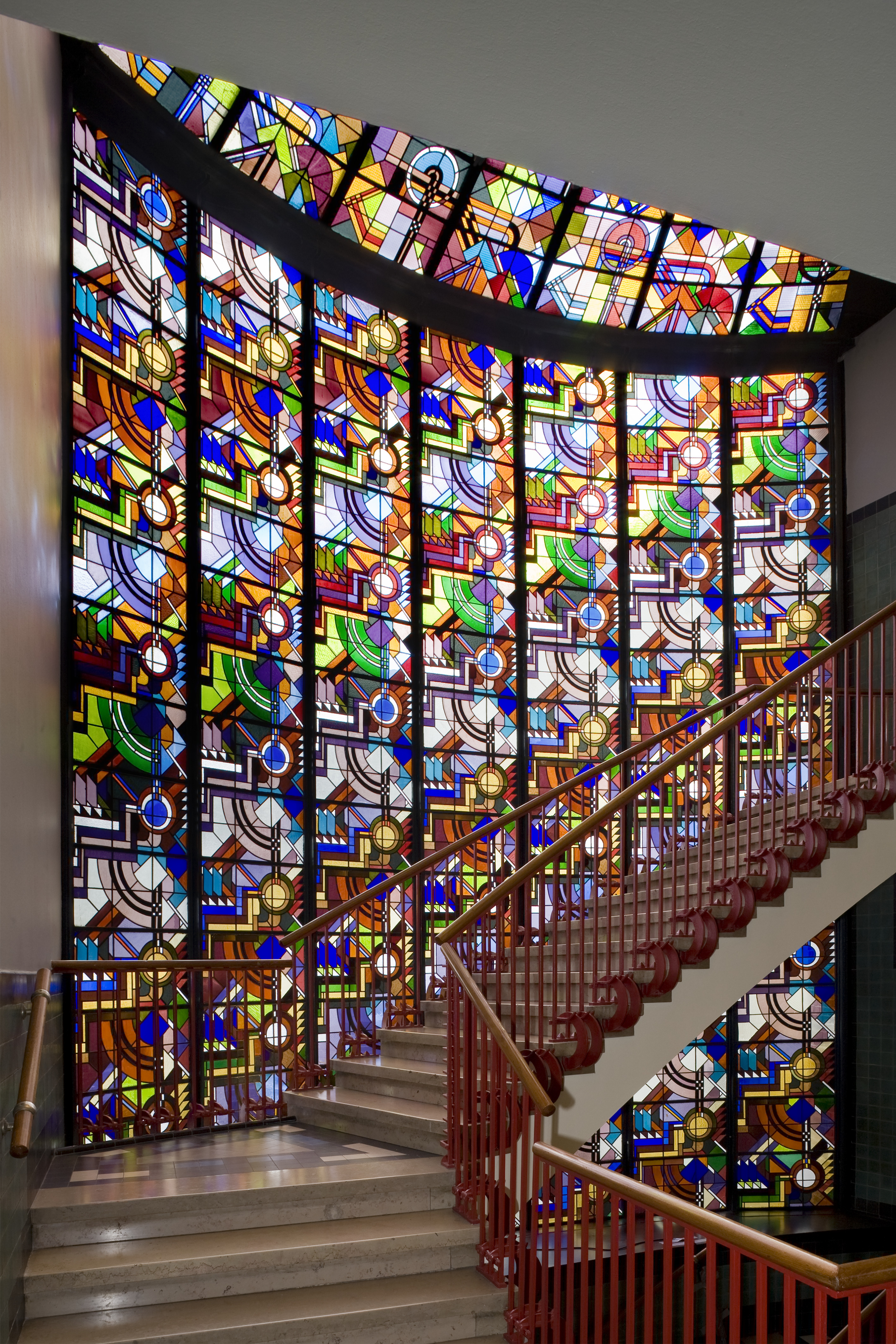
Glas-in-loodraam in het kantoor van Gemeentewerken (1928)